# Uzari

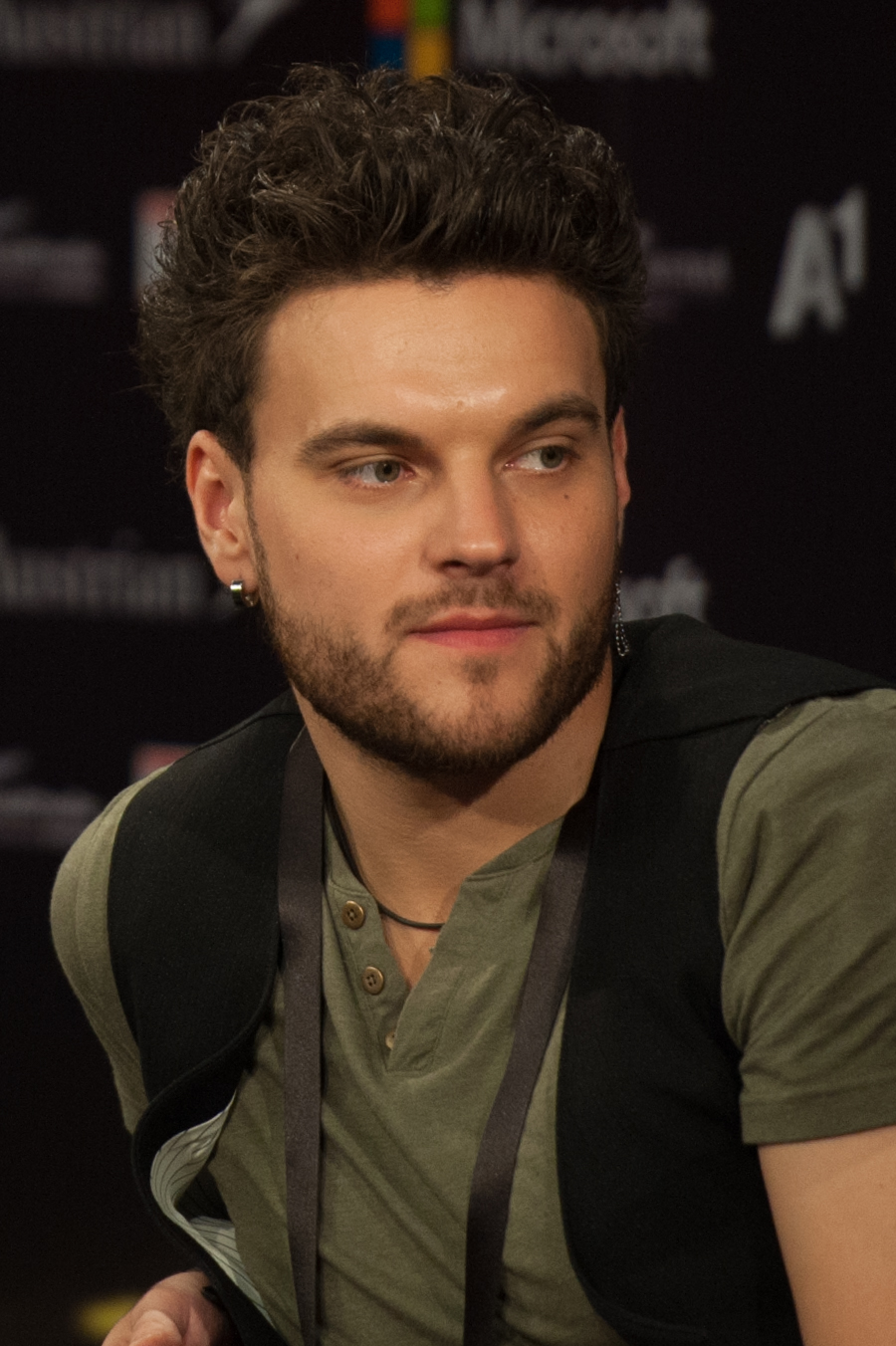
Uzari (2015)

Uzari (belarussisch Юзары Jusary; russisch Юзари Jusari; bürgerlich belarussisch Юрый Віктаравіч Наўроцкі Juryj Wiktarawitsch Naurozki; russisch Юрий Викторович Навроцкий Juri Wiktorowitsch Nawrozki; englisch Yuri Navrotsky; * 11. Mai 1991 in Minsk, Weißrussische SSR, UdSSR) ist ein belarussischer Sänger und Songwriter und Teilnehmer des Eurovision Song Contests.

## Leben und Karriere
Uzari wurde unter dem Namen Jurij Naurozki am 11. Mai 1991 in der belarussischen Hauptstadt Minsk geboren. Er nahm 2012 (5. Platz) und 2013 (8. Platz) an Eurofest, der belarussischen Vorentscheidung für den Eurovision Song Contest, teil, gewann jedoch nicht.
Er komponierte das Lied Sokal, mit dem die Sängerin Nadseja Missjakowa für Belarus beim Junior Eurovision Song Contest 2014 antrat, jedoch erreichte sie nur den 7. Platz von 16 Plätzen.
2014 nahm er erneut beim Eurofest teil und war zusammen mit der Geigerin Maimuna und dem Lied Time siegreich (Televoting: Platz 3 / Juryvoting Platz 1). Nach dem Auftritt beim ersten Halbfinale des Eurovision Song Contest 2015 in Wien konnte sich das Duo allerdings nicht für das Finale qualifizieren.
Nach dem Wettbewerb veröffentlichte Uzari weitere Versionen von Time, u. a. eine Akustik-Version sowie eine Rockversion.
Er komponierte das Lied Schah sa Schahom (dt. Schritt für Schritt) für die Sängerin Mascha Nowik, die mit dem Song am 21. August 2015 am Junior Eurofest (Vorentscheid für den JESC) antrat.
Seit 2016 ist er Sänger des gleichnamigen Rockmusikprojektes Uzari, zu dem noch Gitarrist Dima Markarjan sowie Produzent und Schlagzeuger Dima Piwen gehören.
Im April 2019 veröffentlichte Uzari sein erstes Album Padziaka Serdca samt der gleichnamigen Single. Im Frühjahr 2020 folgte sein zweites Album Say Wow in englischer Sprache.

## Diskografie

### Als Sänger
- 2012: The Winner
- 2013: Купалiнка (Kupalinka)
- 2013: Secret
- 2013: Тишина (Tischina) (dt.: Stille)
- 2014: Time
- 2016: Мора (Mora)
- 2016: Супрацьлеглыя (Suprazlehlyja) (dt.: entgegengesetzt)
- 2017: Я выдумляю (Ja wydumljaju) (dt.: Ich erfinde)
- 2019: Падзяка Сердца (Padziaka Serdca)[4]
- 2020: Мой Vibe

### Als Komponist
- 2014: Сокол (Sokol) (dt.: Falke)
- 2015: Шаг за Шагом (Schah sa Schagom) (dt.: Schritt für Schritt)